# جیمو
جیمو (به فرانسوی: Gimeux) یک کمون  در فرانسه است که در canton of Cognac-Sud واقع شده‌است. جیمو ۷٫۴۰ کیلومتر مربع مساحت دارد ۶۰ متر بالاتر از سطح دریا واقع شده‌است.